# Lupinus subacaulis
Lupinus subacaulis är en ärtväxtart som beskrevs av August Heinrich Rudolf Grisebach. Lupinus subacaulis ingår i släktet lupiner, och familjen ärtväxter. Inga underarter finns listade i Catalogue of Life.